# Reflekt
Reflekt ist ein britisches Musikprojekt aus dem Bereich der elektronischen Musik. Es wurde 2004 von den beiden DJs und Musikproduzenten Seb Fontaine und Julian Peake (auch bekannt als Jay P.) ins Leben gerufen. Unterstützt werden die beiden von der Sängerin Delline Bass.
Größter Erfolg des Projekts war der Clubhit Need to Feel Loved (2004). Der Song baut auf einem Sample des musikalischen Leitthemas Ghosts aus dem US-amerikanischen Spielfilm Road to Perdition von Thomas Newman auf. Die Produktion erreichte im März 2005 die Spitze der britischen Dancecharts und Platz 14 in den britischen Singlecharts. Im selben Jahr wurde sie in dem Spielfilm It’s All Gone Pete Tong verwendet.
Eine Nachfolgesingle erschien 2006.

## Diskografie
Singles
- 2004: Need to Feel Loved
- 2006: Shine